# Magyar Mihály (pálos szerzetes)
Magyar Mihály, Michael Pannonius (? – Párizs, 1444) teológiai doktor, Remete Szent Pál-rendi szerzetes.

## Életútja
A Laadi nemes családnak volt pártfogoltja és Laadi Jakab költségén Párizsban végezte teológiai tanulmányait és szintén az ő támogatásának oda később másodszor is visszatért, hogy a héber nyelvben magát kiképezze. Valószínű tehát, hogy Magyar Sajólád környékén (Borsod megye) született, ahol a család birtokai feküdtek és a pálosoknak 1387 óta volt zárdájuk, itt léphetett a szerzetbe is. Párizsban a teológiai tudományokból a doktori fokot is megszerezte. Innen visszatérve a pálosok budaszentlőrinci zárdájában kapott alkalmazást. 
A boldogságos szűz szeplőtelen fogantatásáról nagy munkát készült írni, ami egyszersmind alkalmul szolgált neki, hogy ezen tételről egy más szerzet tagjával nyilvános vitába bocsátkozzék. A vita mindkét részéről nagy hévvel folyt; de Magyar egyszerre csak elnémult, és mintha magát legyőzöttnek érezte volna, elhagyta emelvényét. De hamarosan nyilvános helyre bizonyos tételeket függesztett ki ugyanazon tárgyról és késznek nyilatkozott azokat bárki ellen védelmezni. Így a vita folytatódott. Összegyűlt arra Budának színe-java; ott volt I. Ulászló király is, s ez alkalommal Magyar Mihály fényes diadalt aratott ellenfelén. De jóformán vesztére, mert magára vonta a király figyelmét, akinél ezentúl úgyszólván naponta megfordult, de bizonyára nagy hírnevet szerzett a közönségnél is; mindez elragadta a nagyra törő embert. Semmibe se vette rendjének törvényeit, elhanyagolta a lelki gyakorlatokat, sőt a magánvagyon birtoklásának vétségébe is esett. 
Mindezek dacára a főnöki méltóságra törekedett; de nemcsak, hogy ezen kivánsága nem teljesült, hanem rendtársai elhatározták, hogy ezentúl rendkívüli költséget a rendtársak szokáson túl való tudományos kiképeztetésére nem fognak fordítani. Ezek elkeserítették a fennhéjázó, reményeiben csalódott embert, és hogy ellenszenves környezetétől szabaduljon, engedelmet kért és hogy Párizsba mehessen a héber nyelv megtanulása végett, amire mindig vágyott. Laadi Jakab újból segítségére volt, szerzete elbocsátotta őt, nehogy elkeseredésében rosszabbra vetemedjék; újból Párizsba ment tehát, és 1444-ben ott is halt meg. Nem csekély kárt tett szerzetének azzal is, hogy bizonyos értékes könyveket magával vitt Párizsba, melyek holtával odavesztek.

## Kézirati munkái
De immaculata conceptione Virginis, De Spiritu Sancto, De operibus eremitarum, Sermones Capitulorum generalium negotia concernentes. (Ezen művek kéziratait azon névtelen pálos, ki szerzete íróit és azok műveit a XVIII. század közepén összeírta és kinek munkáját Vincze Gábor a Magyar Könyv-Szemle 1878. évf. 21. és köv. l. közzétette, még látta.) 